# IDEO (design)

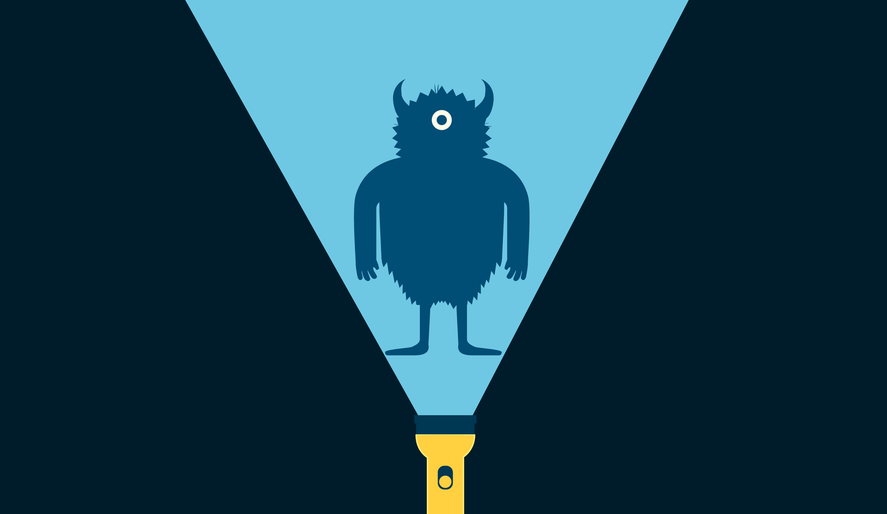
Ideo design : challenge cybersécurité visuelle 2019

IDEO est une entreprise de design américaine créée en 1991 de la fusion de trois entreprises : David Kelley Design, créée par David Kelley, professeur à l'Université Stanford, ID Two, créée par Bill Moggridge, et Matrix Product Design, créée par Mike Nuttall.
Les fondateurs d'IDEO sont connus pour avoir conçu certains produits qui ont marqué l'histoire du design d'interface, comme le Compass de GRid, le premier ordinateur avec écran qui se referme sur le clavier, la première souris d'Apple ou le Palm V, l'un des premiers assistants personnels.
IDEO s'est fait connaître du grand public en 1999 grâce à un reportage de la chaîne ABC où les méthodes de travail très atypiques de l'entreprise étaient présentées. Depuis, IDEO a étendu sa méthodologie, connue sous le nom de design thinking, bien au-delà du design de produit pour concevoir également des services, des espaces ou des organisations. La d.school de l'université Stanford, fondée par David Kelley en 2004, enseigne cette méthode. Une école comparable existe en France, la (Paris-Est d.school, rattachée à l'école des Ponts)[réf. nécessaire].